# Leighton Durham Reynolds
Leighton Durham Reynolds (Abercanaid, 11 febbraio 1930 – Oxford, 4 dicembre 1999) è stato un filologo classico e latinista britannico. Fellow of the British Academy, Reynolds fu uno dei maggiori filologi britannici, conosciuto per i suoi studi sulla letteratura latina e la tradizione dei testi classici.

## Biografia
Reynolds crebbe dividendosi tra Cardiff e Cambridge. Studiò filologia classica presso l'Università di Cambridge, dove ebbe per professore di latino Roland Gregory Austin. Dopo il servizio militare, svolto nel triennio 1952-1954, periodo in cui imparò il russo, fu Research Fellow presso il Queen's College, all'Università di Oxford, dove lavorò con Roger AB Mynors, Richard William Hunt e Neil R. Ker, che incoraggiarono il suo progetto di un'edizione di Seneca. Dal 1957-1997 Reynolds lavorò come Fellow e Tutor presso il Brasenose College, Oxford, e un anno prima del suo ritiro ricevette il titolo di "professore". Dal 1975 al 1987 Reynolds fu inoltre direttore della rivista Classical Review. Nel 1987 venne eletto Fellow of the British Academy.

## Campo di studio
Reynolds fu un eminente studioso di letteratura latina e della sua tradizione nel Medioevo. Le sue edizioni delle Lettere (1965) e dei Dialoghi (1977) di Seneca, degli scritti di Sallustio (1991) e del De finibus di Cicerone (1998) sono basate su uno studio decennale della tradizione di ciascun testo. Reynolds si avvalse delle sue conoscenze di letteratura latina e di tradizione anche per la redazione del celebre manuale Scribes and Scholars: A Guide to the Transmission of Greek and Latin Literature (tradotto in italiano col titolo di Copisti e filologi: La tradizione dei classici dall'antichità ai tempi moderni), scritto con Nigel Guy Wilson e tradotto in cinque lingue.

## Pubblicazioni principali
- L. Annaei Senecae ad Lucilium epistulae morales, Oxford 1965
- con Nigel Guy Wilson, Scribes and Scholars: A Guide to the Transmission of Greek and Latin Literature, Oxford 1968. Ulteriori edizioni: Oxford 1975, ibidem 1991 (tradotto in francese, greco, italiano, giapponese e spagnolo)
- L. Annaei Senecae dialogorum libri duodecim, Oxford 1977
- Texts and Transmission: a survey of the Latin classics, Oxford 1983
- C. Sallusti Crispi Catilina, Iugurtha, Historiarum fragmenta selecta, Appendix Sallustiana, Oxford 1991
- M. Tulli Ciceronis De finibus bonorum et malorum libri quinque, Oxford 1998